# Barnavårdsföreningen i Finland

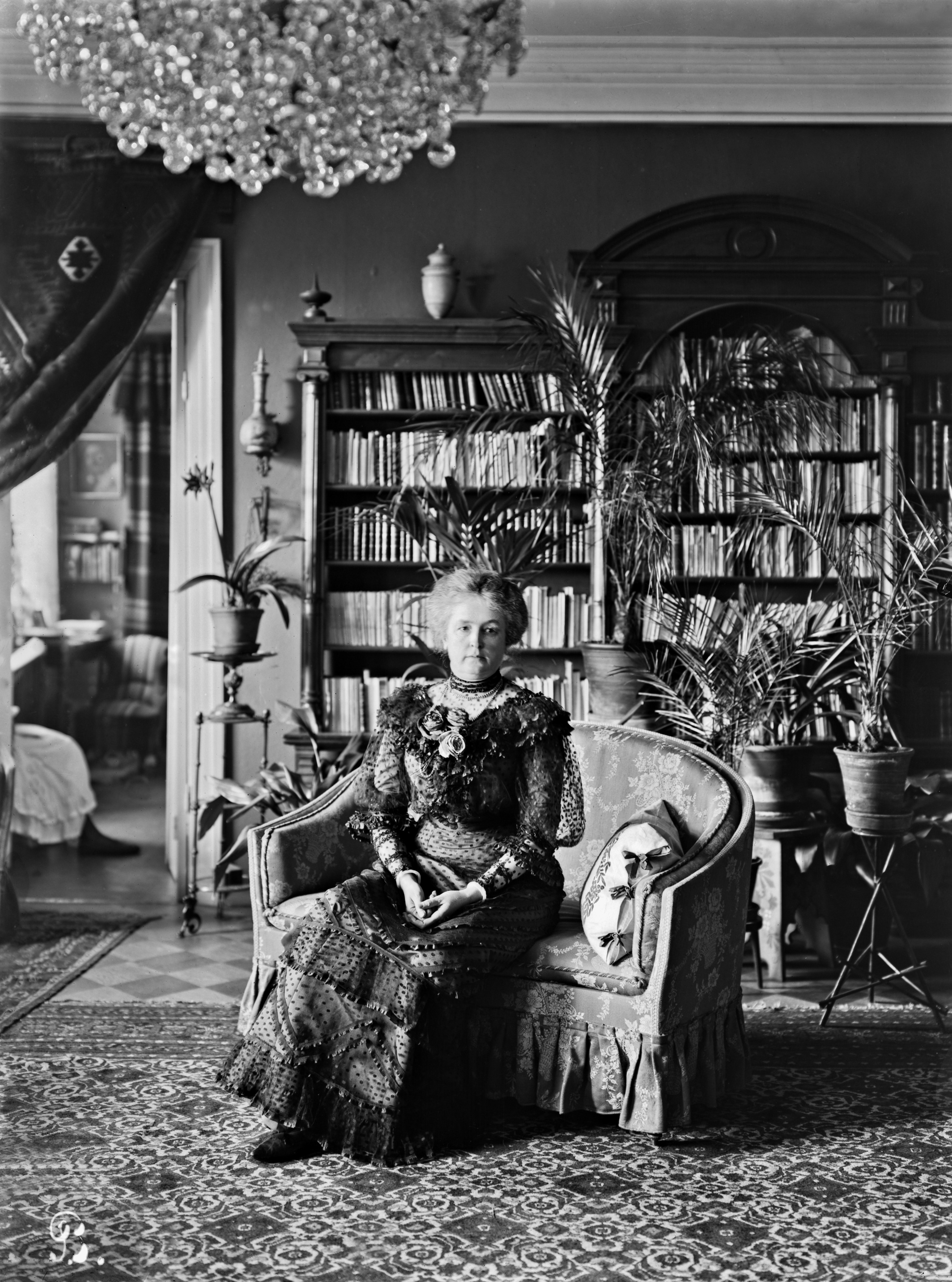
Föreningens grundare Anna af Schultén. (Fotografi av Signe Brander.)

Barnavårdsföreningen i Finland r.f. är en tvåspråkig barnskyddsorganisation i Finland. Föreningen bildades 1893 på initiativ av Anna af Schultén (1860–1928) och är Finlands äldsta barnskyddsorganisation. Barnavårdsföreningen har sitt huvudsäte i Helsingfors. Föreningen är en av grundarorganisationerna bakom Stiftelsen Barnens dag som bedriver nöjesparken Borgbacken i Helsingfors.
Verksamhetens syfte är att:
- verka för en sund och ändamålsenlig barnavård
- vårda och fostra socialt utsatta barn och sörja för deras yrkesutbildning
- bistå föräldrarna vid vården och fostran av deras barn
- främja undervisning i barnavård och –fostran

Barnavårdsföreningens verksamhet omfattar vård utom hemmet, småbarnspedagogik, eftermiddagsverksamhet för skolelever, stöd till familjer, arbete för ökat välmående i skolan och psykosocialt stöd till barn och unga, information och fortbildning av personal inom vård, skola och omsorg. Organisationen driver Tölö barnhem, fyra enheter för familjearbete inklusive flera projekt, daghem och eftermiddagsklubbar i Helsingfors, samt ferie- och kurscentret Högsand i Lappvik i Hangö.
Verksamheten riktar sig till svensk- och finskspråkiga barnfamiljer och deras nätverk, barn och unga (i första hand under 18 år), samt till personal inom vård, skola och omsorg. Verksamheten finansieras genom köpavtal med kommuner och med kundavgifter och understöd från olika stiftelser och organisationer.

## Ordförande
| Namn                         | År som ordförande |
| ---------------------------- | ----------------- |
| Anna af Schultén             | 1892–1924         |
| Mathilda Heikel              | 1924–1926         |
| Wilhelm Thesleff             | 1926–1930         |
| Thyra Hanemann               | 1930–1950         |
| Ester-Margaret von Frenckell | 1950–1965         |
| Randall Nybom                | 1965–1981         |
| Thomas Tallberg              | 1981–2008         |
| Martina Andersin             | 2008–             |